# Traité de Bucarest (1812)
Pour les articles homonymes, voir Traité de Bucarest.
Le traité de Bucarest, signé le 28 mai 1812 à l'issue de la guerre russo-turque de 1806-1812, règle la paix entre la Turquie et la Russie au détriment de la Moldavie, alors coupée en deux.

## Négociations

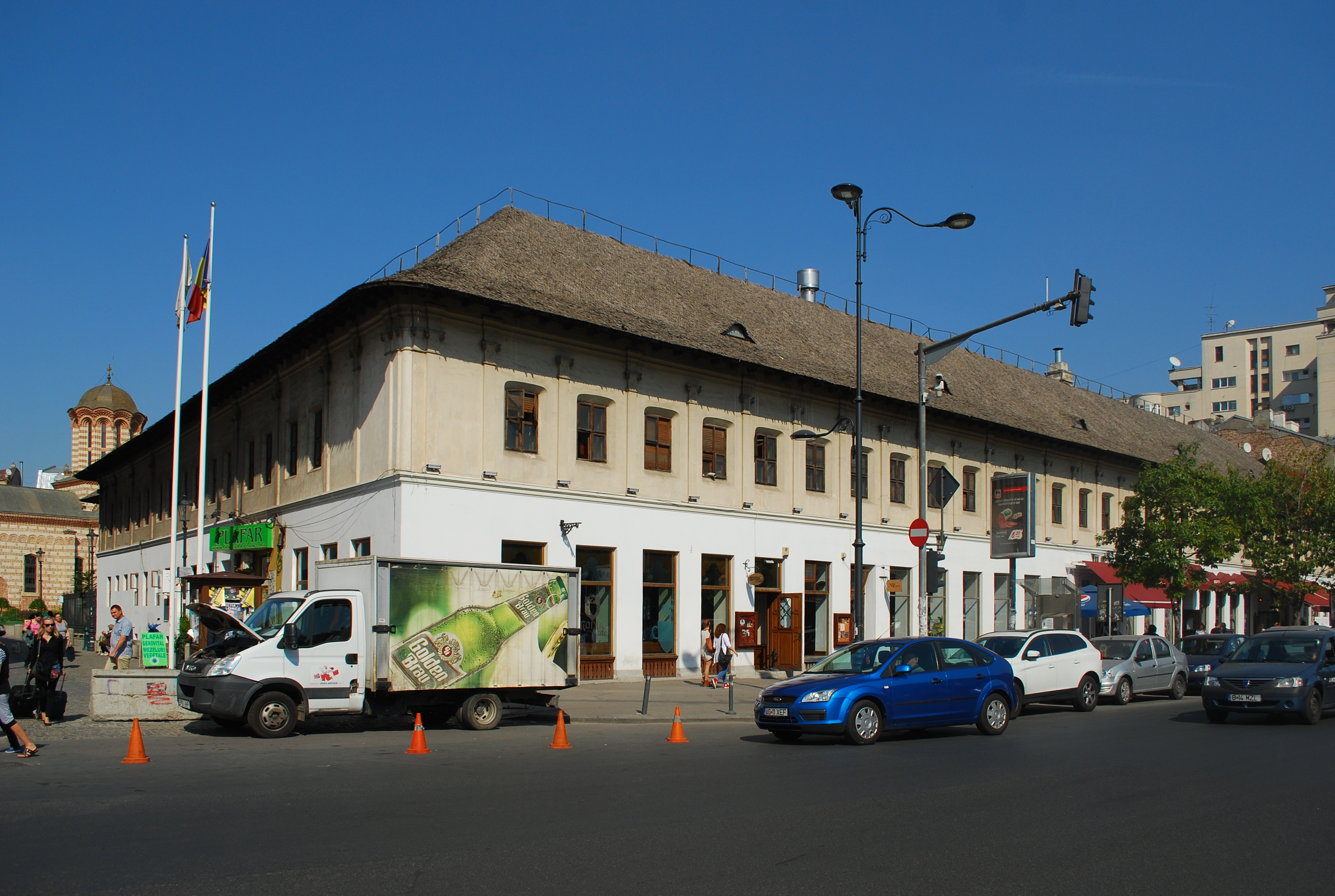
Le caravansérail de Bucarest où le traité a été négocié et signé (connu comme Hanul lui Manuc).

Le traité a été négocié dans ce qui était à l'époque l'hôtel le plus luxueux de Bucarest, réputé sans punaises et muni de cabinets de toilette : le grand caravansérail d'Emmanuel Marzayan (bâti quatre ans auparavant), et où ce dernier, dit Manouk Bey, était présent lors du traité. La délégation turque, représentant le sultan ottoman Mahmoud II, était dirigée par le prince phanariote Démètre Mourousi (1768-1812), Grand drogman depuis 1808. La délégation russe représentant le tsar Alexandre Ier était dirigée par l'émigré français Alexandre de Langeron (1763-1831) et comprenait le commandant russe Mikhaïl Koutouzov qui signa le traité. Les négociations durèrent une semaine.

## Clauses

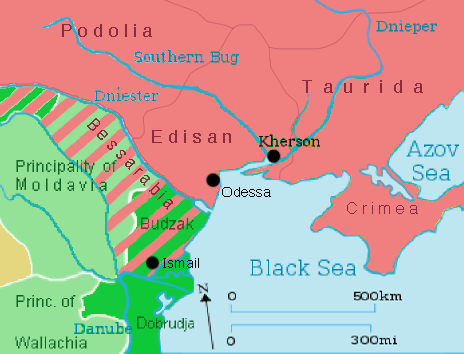
Expansion de l'Empire russe (rayures) au traité de Bucarest de 1812.

La Russie'empire des Tsars souhaitait annexer la marche ottomane du Boudjak (aussi connue comme Bessarabie) pour contrôler l'embouchure et les passes du Dniestr ainsi qu'un accès stratégique aux bouches du Danube et des droits de navigation et de commerce sur ce fleuve, ce qui aurait pu lui permettre de soutenir les rebelles serbes de Karageorges et aussi d'éventuelles rébellions bulgares. Les armées russes occupaient et administraient déjà ce territoire depuis 1806, et l'avaient cartographié dès la guerre russo-turque de 1787-1792.
L'habileté de Langeron et l'incompétence de Mourousi permettent à la Russie d'obtenir des clauses bien plus avantageuses qu'espérées. Selon les articles 4 et 5 du traité, la Russie put annexer toute la moitié orientale de la Moldavie entre le Dniestr et le Prut : non seulement le Boudjak (ancienne Bessarabie) mais aussi 40 % de la principauté de Moldavie, territoires comprenant ensemble 45 630 km2, avec 482 630 habitants, 5 citadelles (Hotin, Soroca, Orhei, Tighina et Cetatea Albă), 4 ports (Reni, Izmaïl, Chilia et Cetatea Albă), 17 villes et 695 villages. Le tsar Alexandre Ier en fera sa nouvelle province de Bessarabie.

## Suites
Le hospodar de Moldavie, Veniamin Costache, protesta avec véhémence contre les clauses 4 et 5 du traité, faisant valoir que s'il était tributaire de la « Sublime Porte », la vassalité de la Moldavie vis-à-vis des Ottomans n'en garantissait pas moins les frontières de la principauté. Ses protestations furent vaines et les relations moldo-ottomanes se dégradèrent notablement : les successeurs du hospodar commencèrent à soutenir des sociétés révolutionnaires secrètes comme la Filikí Etería qui encourageaient le « réveil » anti-ottoman des Roumains, des Bulgares et des Grecs des Balkans.
Le traité fut ratifié par Alexandre Ier de Russie la veille de l'invasion de la Russie par Napoléon. Pour n'avoir pas su s'informer sur l'imminence de l'attaque de Napoléon, retarder les négociations jusque-là et éviter des clauses aussi désastreuses, Démètre Mourousi est décapité le 25 octobre 1812 sur ordre du sultan. Langeron en revanche est récompensé, le Tsar lui octroie des terres et le nomme général : c'est comme tel qu'il participera à la campagne de Russie du côté russe, contre ses compatriotes d'origine les Français.
La frontière inaugurée par ce traité, le long de la rivière Prut, à travers la Moldavie historique, est toujours en place : elle sépare aujourd'hui la Moldavie roumaine de la république de Moldavie, l'Union européenne de la CEI et l'OTAN de la sphère d'influence russe.
Pour le mouvement unioniste moldo-roumain, le 28 mai (date de la signature du traité) est un jour de deuil pour la Moldavie, à commémorer comme tel, tandis que la Russie considère une éventuelle abolition du traité de Bucarest de 1812 comme un casus belli.

## Aspects juridiques
Sur le plan juridique, le mouvement unioniste s'appuie sur la déclaration d'indépendance de la République de Moldavie qui déclare « illégale » la frontière fixée sur la rivière Prut séparant la Roumanie et la Moldavie, et argumente que :
1. le traité de Bucarest de 1812 violait les clauses de la vassalité de la principauté de Moldavie envers l'Empire ottoman (c'est l'argumentaire de Veniamin Costache) ;
2. dans l'article VI du traité de Moscou (1921), le pouvoir soviétique déclare « nuls et non avenus tous les traités conclus auparavant entre la Russie et la Turquie », donc, affirment les unionistes, celui de Bucarest de 1812 inclus ;
3. la mise en application, le 28 juin 1940, des protocoles secrets du Pacte germano-soviétique, à la suite d'un ultimatum, constitue une violation du droit international.

Ce faisant, le mouvement unioniste ne tient pas compte du fait que cette frontière créée en 1812 a été, depuis, internationalement légalisée et confirmée par quatre fois :
1. au Traité de paix de Paris en 1947 par la communauté internationale (Roumanie incluse) ;
2. le 28 août 1991 par la Roumanie qui fut le premier pays à reconnaître officiellement l'indépendance de la république de Moldavie ;
3. le 8 décembre 1991 par les États de la Communauté des États indépendants (dont la Moldavie est membre) et, à la suite, par la communauté internationale (Roumanie incluse) ;
4. le 27 juin 2014 par l'accord d'association entre la Moldavie et l'Union européenne (dont la Roumanie est membre).